# Hans Hamelau (Baumeister)
Hans Hamelau (* um 1610 in Holstein; † 1670 in Hamburg) war ein Hamburger Baumeister. Er war von 1659 bis zu seinem Tod Leiter des Hamburger Bauhofs und prägte mit seinen Bauten das Stadtbild bis zum Hamburger Brand. Unter seiner Leitung entstanden unter anderem das neue Deich- und Millerntor, das Kornhaus am Wandrahm, das Baumhaus und die Stadtwaage am Hafen, das Spinnhaus und das Werk- und Zuchthaus beim Alstertor, das Artilleriezeughaus am Zeughausmarkt sowie der Neubau des städtischen Bauhofes am Deichtor. Keines dieser Bauwerke ist bis heute erhalten; jedoch wurden mehrere Portale des Bauhofes und des Spinnhauses beim Abriss geborgen und als Spolien in den Bau des Museums für Hamburgische Geschichte integriert.  
Über Hamelaus Kindheit und Jugend ist wenig bekannt. Seine erste Erwähnung findet sich 1653. In diesem Jahr erwarb er als Kunstmeister das Bürgerrecht der Stadt Hamburg. Er begann seine Hamburger Tätigkeit mit dem Bau des neuen Millerntors 1659 bis 1663. In dieselben Jahre fällt der Bau eines großen Kornhauses, das Hamelau als reine Fachwerkkonstruktion ausführte.
Hamelaus Entwurf eines Zollhauses am Baumwall war schlossartig. Dieser vom Rat brüsk abgelehnte Entwurf veranlasste den Rat, Hamelau auf eine längere Forschungsreise nach Amsterdam zu schicken, wo er zeitgenössisches holländisches Bauen kennenlernen sollte. Nach seiner Wiederkehr baute Hamelau das Haus weit in die Elbe hinein und versah es mit einem Ausguck, um einen guten Überblick über die Hafeneinfahrt zu gewähren.

1926 wurde im Hamburger Stadtteil Winterhude der Hamelausweg nach ihm benannt. 

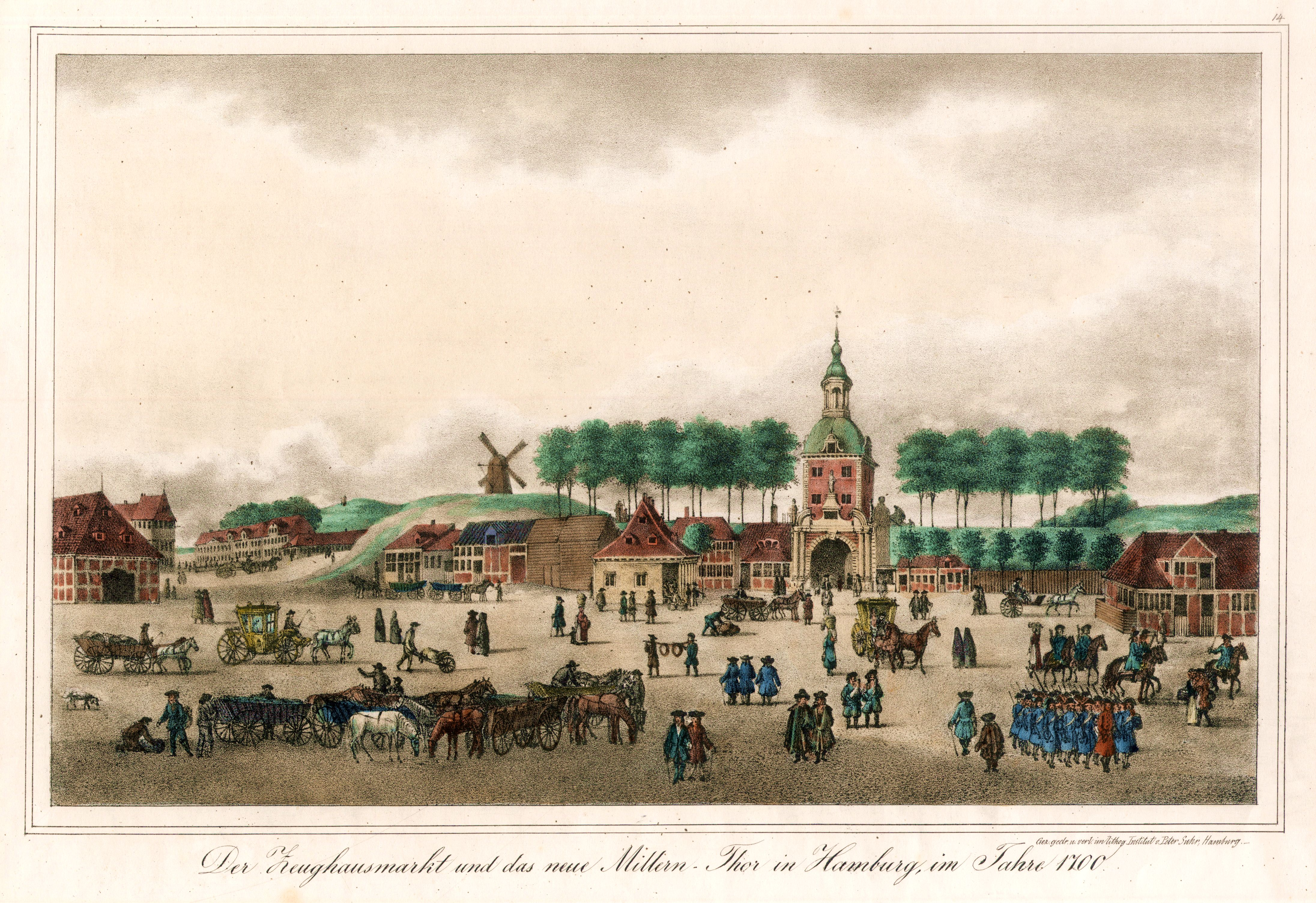
Millerntor um 1700
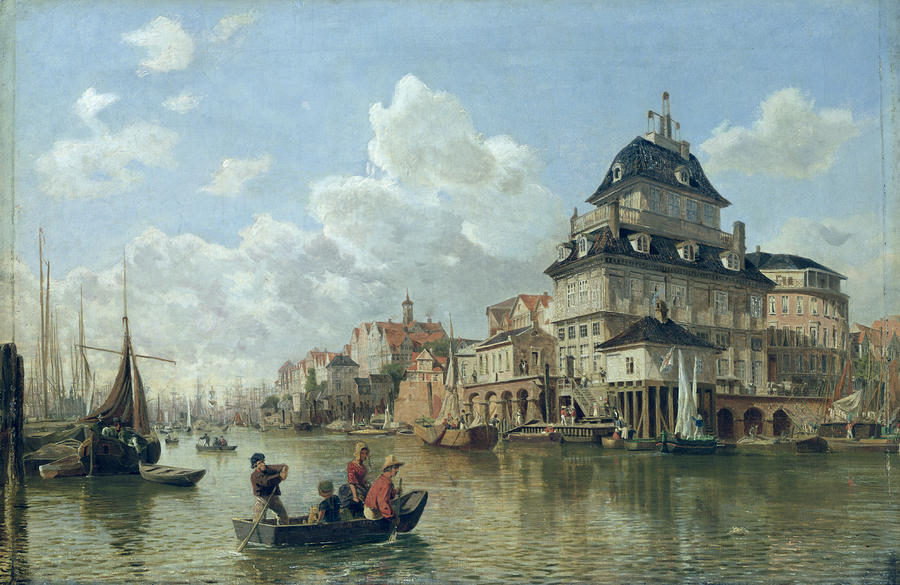
Baumhaus um 1850
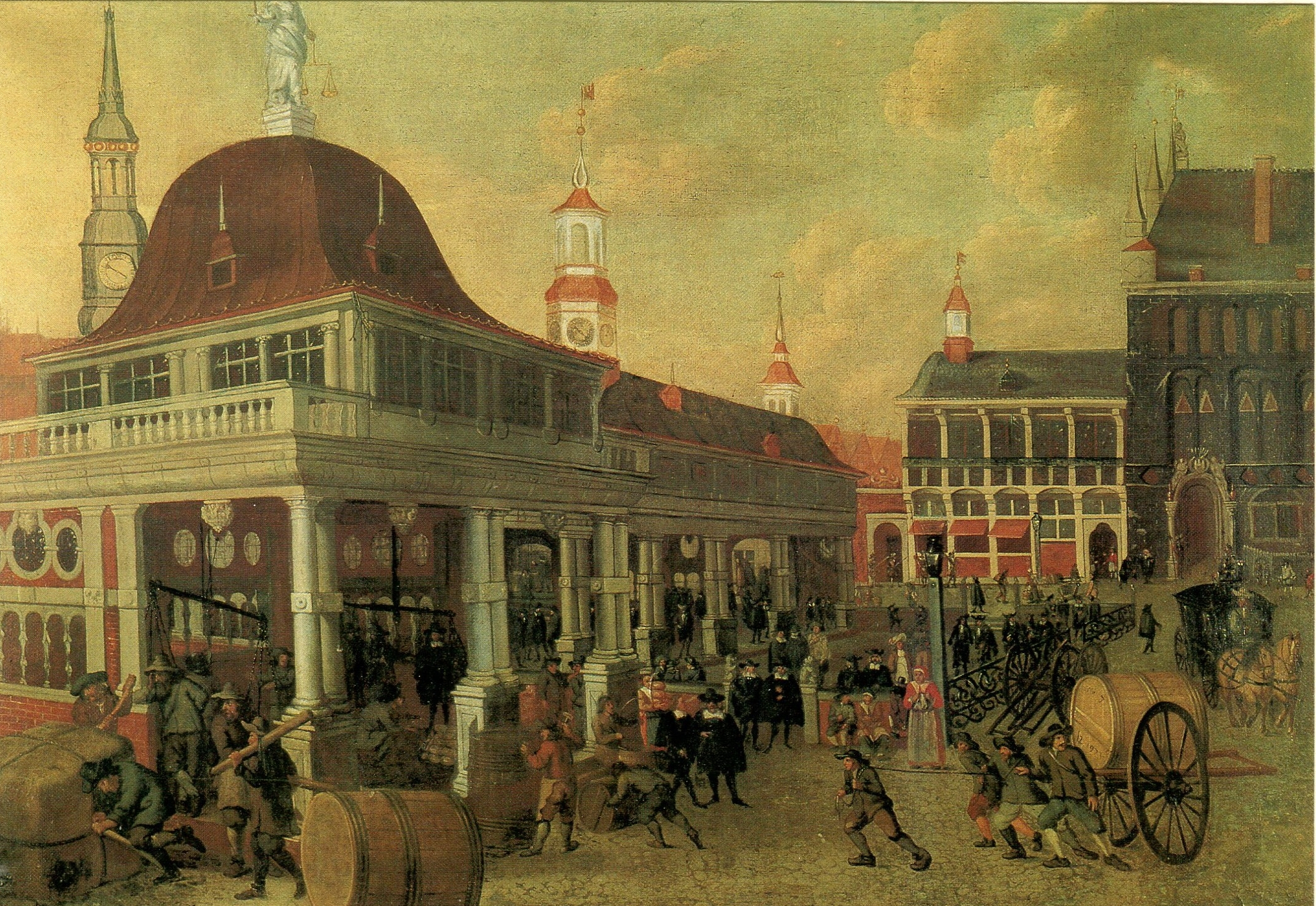
Waage mit Börse um 1680
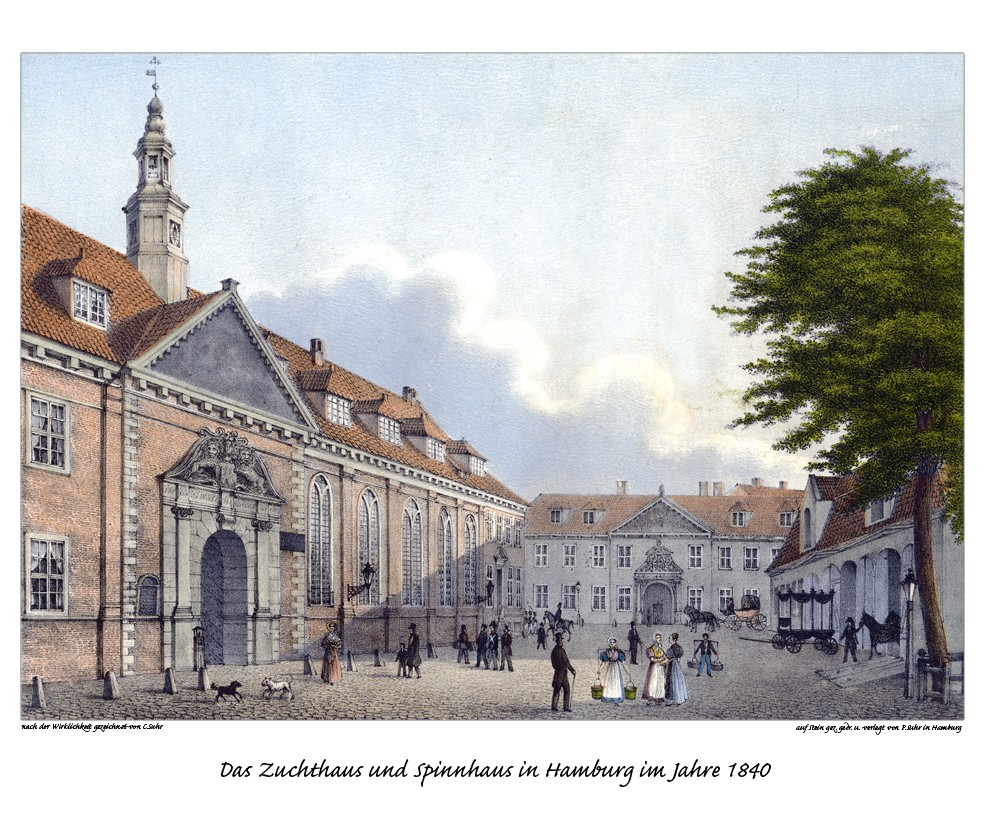
Zuchthaus (links) und Spinnhaus (hinten) um 1800
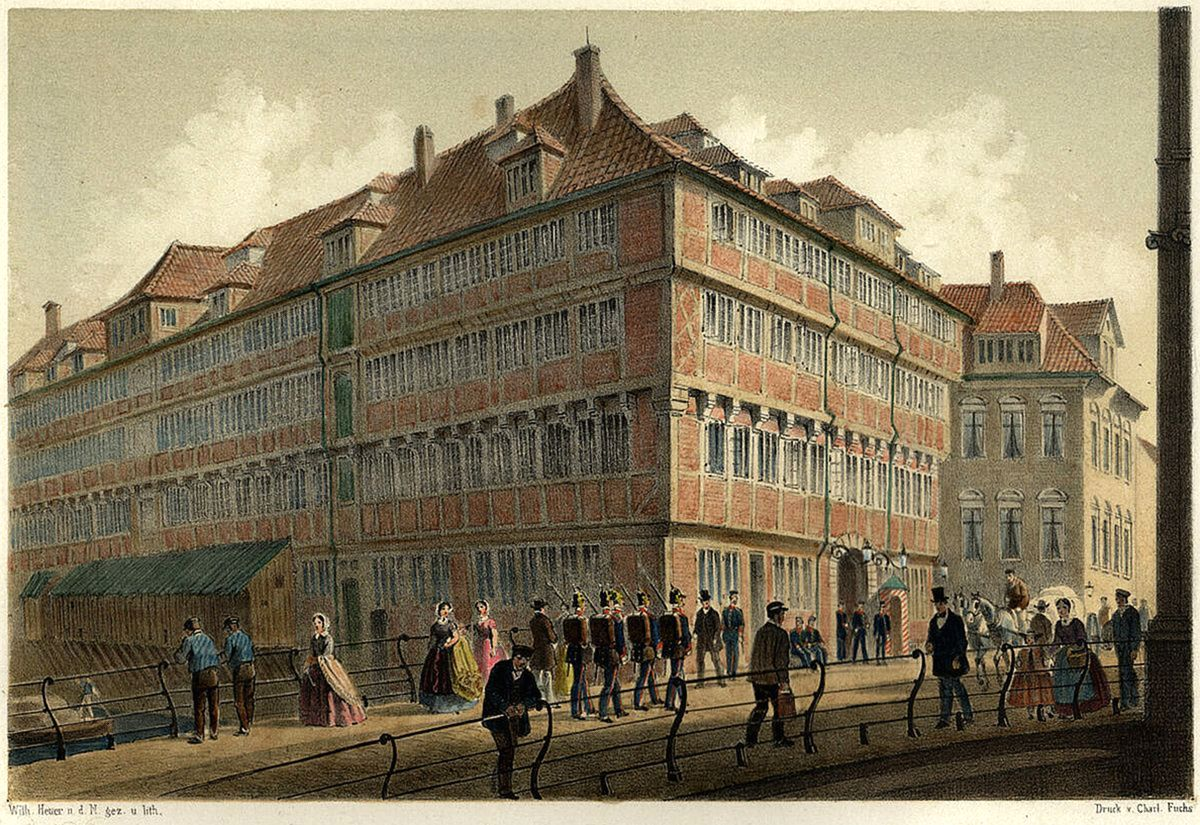
Kornhaus um 1860
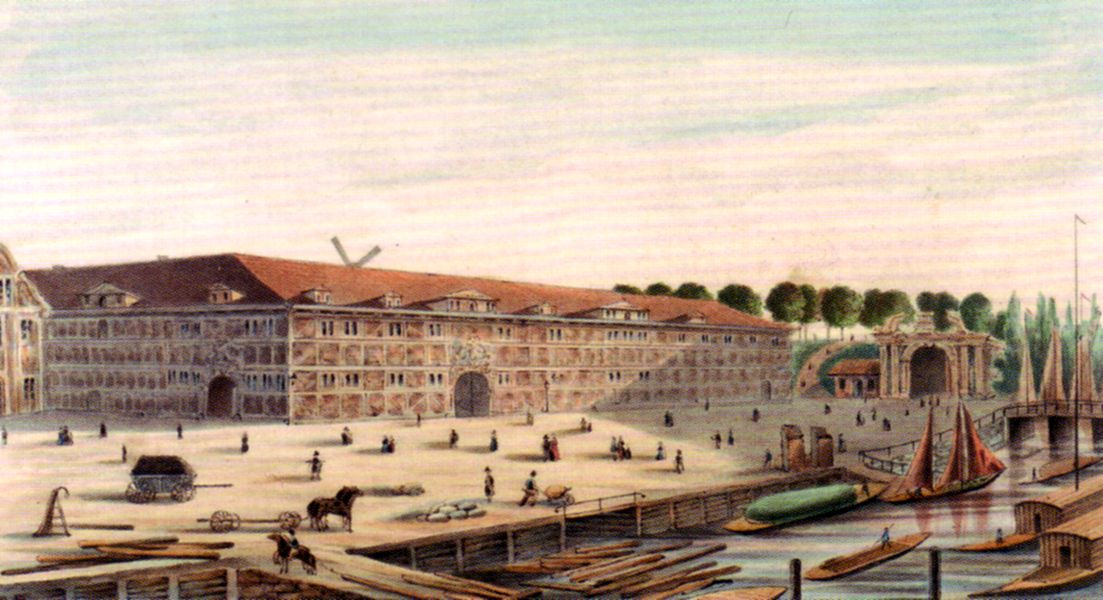
Bauhof am Deichtor